# کلوکی (مینه‌سوتا)
کلوکی (به انگلیسی: Cloquet) شهری در شهرستان کارلتون ایالت مینه‌سوتا در کشور ایالات متحده آمریکا است که جمعیت آن در سرشماری سال ۲۰۱۰ میلادی، ۱۲۱۲۴ نفر بوده‌است.